# Pete George
Pour les articles homonymes, voir George.
Peter T. George, né le 29 juin 1929 à Akron (Ohio) et mort le 28 juillet 2021, est un haltérophile américain.

## Biographie
Les parents de Pete George étaient Bulgares, originaires de Macédoine,. Ils ont émigré aux États-Unis en 1929 .
Pete George naît à Akron, dans l'Ohio. Il se distingue dès l’adolescence par ses performances en haltérophilie, s'imposant à l'âge de quatorze ans seulement dans la catégorie senior au championnat de l'Ohio . Il s'impose aux Jeux olympiques de 1952 à Helsinki, après avoir obtenu une médaille d'argent aux Jeux olympiques de 1948 à Londres. Il est de nouveau médaillé d'argent aux Jeux olympiques de 1956 à Melbourne. Il est champion du monde en 1947, 1951, 1953, 1954 et 1955 et détenteur de quatre records du monde.
Après avoir pris sa retraite sportive, Pete George étudie à l'université d'État de Kent, l'université d'État de l'Ohio et l'université Columbia. Chirurgien dentiste, il devient un spécialiste reconnu de l'apnée du sommeil et dépose un brevet concernant un dispositif de prévention de l'arrêt respiratoire pendant le sommeil.